# 萨尔瓦托雷·卡贝拉
萨尔瓦托雷·卡贝拉（義大利語：Salvatore Cabella，1896年—1965年），意大利前男子水球运动员。他曾代表意大利国家队参加1920年夏季奥林匹克运动会水球比赛，结果获得第十名。